# Жилинский, Яков Григорьевич
Я́ков Григо́рьевич Жили́нский (15 [27] марта 1853, Михайлов — 1918) — русский генерал от кавалерии, начальник Генштаба (1911-1914), в 1914 году варшавский генерал-губернатор и командующий войсками Варшавского военного округа. 19 июля 1914 года был назначен Главнокомандующим армиями Северо-Западного фронта с сохранением должности генерал-губернатора. Считается главным виновником провала Восточно-Прусской наступательной операции, с которой началась Первая мировая война. Последний частный владелец усадьбы Красное.

## Биография
Родился в Михайлове, происходил из дворян Смоленской губернии: сын полковника Григория Ивановича Жилинского и Екатерины Петровны, урождённой Муромцевой. Первоначально воспитывался в московской частной гимназии Креймана (1865—1871, со II по VI класс).
В службу вступил 30 июня 1873 года — юнкером в 1-й Сумской гусарский полк. В том же году переведён в Кавалергардский полк. В 1874 году поступил и в 1876 году окончил Николаевское кавалерийское училище. Выпущен корнетом в Кавалергардский полк (считался одним из лучших наездников; заведовал учебной командой полка). В 1880 году поступил и в 1883 году окончил Николаевскую академию Генерального штаба по первому разряду; за отличные успехи был произведён в ротмистры. Служил полковым адъютантом, затем переведён в штаб Московского военного округа. 

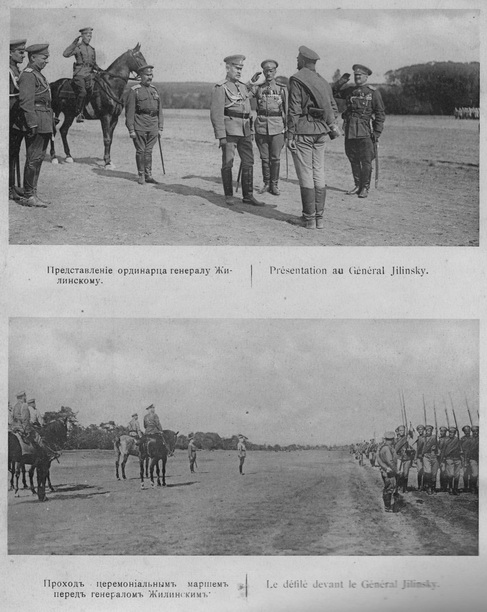
Я. Г. Жилинский

С 26 ноября 1885 года — старший адъютант штаба 1-й гренадерской дивизии. С 11 февраля 1887 года младший, с 14 февраля 1894 года — старший делопроизводитель канцелярии Военно-ученого комитета Главного штаба. Принимал участие в работах по изучению и исследованию иностранных государств, результатом чего явились многочисленные печатные труды, в большинстве не подлежавшие оглашению.
Со 2 мая 1898 года состоял в распоряжении начальника Главного штаба, был военным агентом при испанской армии на Кубе во время испано-американской войны (1898). О своих наблюдениях представил интересный и подробный отчёт, в котором представил полную картину войны с выяснением причин поражений и неудач испанской армии. 

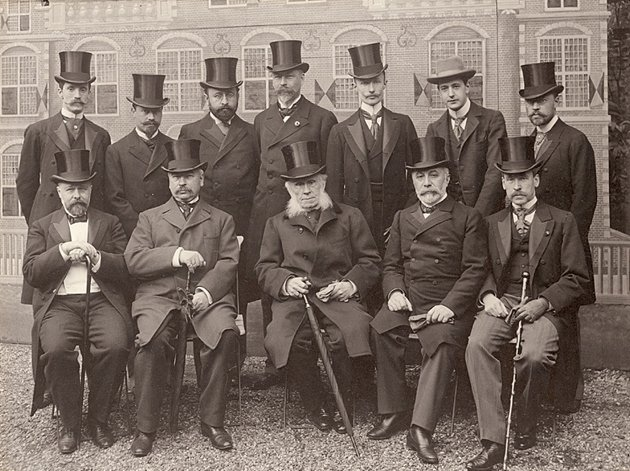
Российская делегация на Гаагской конференции 1899 года. Я. Г. Жилинский сидит первым справа.

В 1899 году был делегатом от военного министерства на Гаагской мирной конференции. С 18 августа 1899 года — командир 52-го драгунского Нежинского полка. В 1900 году произведён в генерал-майоры. С 3 августа 1900 года генерал-квартирмейстер, с 1 мая 1903 года — 2-й генерал-квартирмейстер Главного штаба.
29 января 1904 года назначен начальником полевого штаба наместника на Дальнем Востоке Е. И. Алексеева, на этой должности оставался до отзыва Алексеева и расформирования штаба в октябре 1904 года. С 5 января 1905 года состоял в распоряжении военного министра. Командовал 14-й кавалерийской дивизией (с 27 января 1906 года), 10-м армейским корпусом (с 7 июля 1907 года). Генерал от кавалерии (18 апреля 1910 года). С 22 февраля 1911 года — начальник Генерального штаба. 4 марта 1914 года был назначен командующим войсками Варшавского военного округа и Варшавским генерал-губернатором.
19 июля 1914 года назначен Главнокомандующим армиями Северо-Западного фронта с сохранением должности генерал-губернатора. Из-за ошибок, допущенных им в военном планировании во время Восточно-Прусской наступательной операции, потерпела поражение 2-я русская армия, около 6 тыс. военнослужащих которой погибли, почти 50 тыс. попали в плен. Следом за ней потерпела поражение и 1-я русская армия, ранее успешно продвигавшаяся по Восточной Пруссии. В результате чего был сорван захват Восточной Пруссии.
По итогам боёв в Восточной Пруссии Жилинский 3 сентября 1914 года был снят с должности Главнокомандующего армиями и переведен в распоряжение военного министра. В 1915—1916 годах представлял русское командование в Союзном совете во Франции и при Главной квартире французских войск. Возглавлял российскую делегацию на двух межсоюзнических конференциях держав Антанты в декабре 1915 и марте 1916 года. В сентябре 1916 года отозван в Россию. Нового назначения не получил, состоял в распоряжении военного министра. 19 сентября 1917 года уволен со службы с мундиром и пенсией. После Октябрьской революции пытался выехать за границу, но, по одним сведениям, был арестован в Крыму и расстрелян, по другим, скончался.

## Награды
- Орден Святого Станислава 3-й степени (1880)
- Орден Святой Анны 3-й степени (1888)
- Орден Святого Станислава 2-й степени (1894)
- Орден Святой Анны 2-й степени (1896)
- Орден Святого Владимира 4-й степени (1899)
- Орден Святого Владимира 3-й степени (1902)
- Орден Святого Станислава 1-й степени с мечами (15 октября 1904)
- Орден Святой Анны 1-й степени с мечами (1905)
- Орден Святого Владимира 2-й степени (6 декабря 1909)
- Орден Белого орла (25 марта 1912)
- Орден Святого Александра Невского (4 октября 1913)

Иностранные:
- Прусский Орден Короны 2-й степени (1888)
- Вюртембергский Орден Фридриха, командорский крест 2-го класса (1893)
- Сербский Орден Такова 1-й степени (1893)
- Французский Орден Почётного Легиона, офицерский крест (1895)
- Турецкий Орден Меджидие 1-й степени (1895)
- Черногорский Орден Князя Даниила I 2-й степени (1896)
- Вюртембергский Орден Короны, командорский крест (1896)
- Испанский Военный Орден «Merito Melitar» 3-й степени (1899)
- Нидерландский Орден Оранских-Нассау, большой офицерский крест (1899)
- Шведский Орден Меча, командорский крест 2-го класса (1901)
- Болгарский Орден «Святой Александр», большой офицерский крест (1901)
- Французский Орден Почётного Легиона, командорский крест (1901)
- Итальянский Орден Короны Италии, большой офицерский крест (1903)

## Сочинения
- Краткий очерк экспедиций итальянцев в Абиссинию. — СПб., 1890.
- Здание Главного штаба. Исторический очерк. — СПб., 1892.
- Испано-американская война. — СПб., 1899.